# Rudolf von Hennin

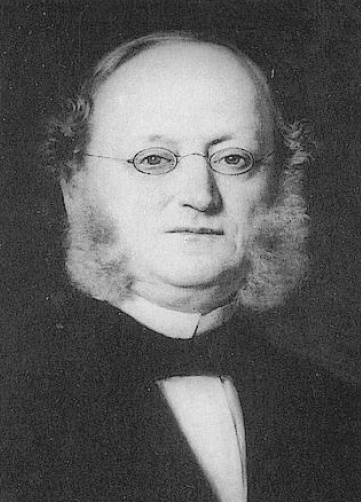
Rudolf Graf von Hennin

Rudolf Graf von Hennin (* 5. Oktober 1806 in Freiburg im Breisgau; † 3. Mai 1882 ebenda) war ein deutscher Verwaltungsjurist im Großherzogtum Baden.

## Leben
Graf Hennin studierte Rechtswissenschaft an der Albert-Ludwigs-Universität Freiburg und wurde 1824 im Corps Rhenania Freiburg aktiv. Er wechselte an die Georg-August-Universität Göttingen, wo er 1825 zu den Stiftern des Corps Bado-Wirtembergia gehörte. Er wurde 1832 Amtsassessor in Kenzingen, 1834 Kammerjunker im Schloss Baden, 1836 Stadtamtmann in Karlsruhe und 1838 Kammerherr. 1841 kam er an das kurpfälzische Hofgericht in Mannheim. Als Stadtdirektor wurde er 1850 nach Rastatt und 1854 nach Mannheim versetzt. Großherzog Friedrich I. ernannte ihn 1860 zum Mitglied der Ersten Kammer der Badischen Ständeversammlung, zu deren 2. Vizepräsidenten er gewählt wurde. 1867 trat er wegen eines Augenleidens vorzeitig in den Ruhestand und verbrachte seinen Lebensabend in Freiburg im Breisgau und auf seinem Besitz in Hecklingen.
1834 heiratete von Hennin Amalie von Bode († 1840) und 1845 Henriette Freiin von Roggenbach.

## Ehrungen
- 1856 Ritterkreuz des Ordens vom Zähringer Löwen
- 1864 Charakter als Geheimrat II. Klasse (Baden)